# Овчинников, Андрей Александрович (футболист)
Андре́й Алекса́ндрович Овчи́нников (род. 17 ноября 1986, Плавица, Добринский район, Липецкая область, СССР) — российский футболист, полузащитник.

## Карьера
Воспитанник СДЮШОР липецкого «Металлурга». Первый тренер — А. А. Овчинников. За основную команду клуба выступал в 2005—2022 годах. В 2008 году был арендован тамбовским «Спартаком». Во всех турнирах за липецкую команду провёл 345 матчей, забил 56 мячей. С сентября 2023 года — спортивный директор «Металлурга».

## Достижения
- Победитель 3-й группы Второго дивизиона: 2020/21
- Серебряный призёр зоны «Центр» Второго дивизиона (2): 2007, 2019/20
- Бронзовый призёр зоны «Центр» Второго дивизиона: 2018/19